# David Äbischer
David Äbischer (Ginevra, 7 febbraio 1978) è un allenatore di hockey su ghiaccio ed ex hockeista su ghiaccio svizzero che ha giocato nella Lega Nazionale A ed in NHL.

## Carriera
Accreditato come centosessantunesimo generale dai Colorado Avalanche nel 1997 durante gli NHL Entry Draft, David Aebischer fu inizialmente la terza scelta tra i portieri dei Colorado Avalanche, ma quando Marc Denis fu mandato ai Columbus Blue Jackets, Aebischer si ritrovò ad essere riserva del grande portiere Patrick Roy.
Aebischer diventò il portiere ufficiale dei Colorado Avalanche dopo il ritiro di Roy. Durante il lockout dell'NHL del 2004-05, giocò per Hockey Club Lugano in Nationalliga A.
Dopo il lockout Aebischer fu scambiato dai Colorado Avalanche con José Théodore e si ritrovò a giocare per i Montreal Canadiens.
Nel 12 luglio 2006, i Montreal Canadiens gli rinnovarono il contratto per un anno con un ingaggio di 1 900 000 dollari statunitensi.
Nel 19 luglio 2007, Aebischer firma un nuovo contratto con i Phoenix Coyotes, ancora durevole un anno ma stavolta l'ingaggio è di soli 600 000 dollari. In tale squadra non riuscì a ritagliarsi uno spazio da titolare per via di altri due grandi portieri come Alex Auld e Mikael Tellqvist e venne dirottato a un farm-team dei Phoenix Coyotes che milita in AHL, i San Antonio Rampage.
Alla fine del 2007 ha firmato un contratto valido fino alla stagione 2012 con l'Hockey Club Lugano in National League A. Nonostante ciò con un anno d'anticipo, il 24 agosto 2011, fu ufficializzata la sua cessione ai Winnipeg Jets, formazione della NHL. Successivamente non passò il taglio con i Jets, e fu mandato in AHL presso i St. John's IceCaps.

## Statistiche
Statistiche aggiornate a giugno 2012.

### Club
| Stagione  | Squadra                | Stagione regolare | Stagione regolare | Stagione regolare | Stagione regolare | Playoff | Playoff | Playoff |
| Stagione  | Squadra                | Lega              | P                 | GAA               | SVS%              | P       | GAA     | SVS%    |
| --------- | ---------------------- | ----------------- | ----------------- | ----------------- | ----------------- | ------- | ------- | ------- |
| 1996-1997 | Gottéron               | NLA               | 10                | 3.54              | -                 | 3       | 4.22    | -       |
| 1997-1998 | Gottéron               | NLA               | 1                 | 1.00              | -                 | 4       | 4.25    | -       |
|           | Hershey Bears          | AHL               | 2                 | 3.76              | 0.853             |         |         |         |
|           | Chesapeake Icebreakers | ECHL              | 17                | 3.35              | 0.897             |         |         |         |
|           | Wheeling Nailers       | ECHL              | 10                | 3.19              | 0.858             |         |         |         |
| 1998-1999 | Hershey Bears          | AHL               | 38                | 2.45              | 0.920             | 3       | 2.37    | 0.925   |
| 1999-2000 | Hershey Bears          | AHL               | 58                | 3.31              | 0.902             | 14      | 3.05    | -       |
| 2000-2001 | Colorado Avalanche     | NHL               | 26                | 2.24              | 0.903             | 1       | 0.00    | 1.000   |
| 2001-2002 | Colorado Avalanche     | NHL               | 21                | 1.88              | 0.931             | 1       | 1.76    | 0.929   |
| 2002-2003 | Colorado Avalanche     | NHL               | 22                | 2.43              | 0.916             | 0       | -       | -       |
| 2003-2004 | Colorado Avalanche     | NHL               | 62                | 2.09              | 0.924             | 11      | 2.08    | 0.922   |
| 2004-2005 | Lugano                 | NLA               | 18                | 2.42              | 0.933             | 4       | 2.02    | 0.939   |
|           | Chur                   | NLB               | 0                 | -                 | -                 | 2       | 1.84    | -       |
| 2005-2006 | Colorado Avalanche     | NHL               | 43                | 2.98              | 0.900             |         |         |         |
|           | Montréal Canadiens     | NHL               | 7                 | 3.73              | 0.892             |         |         |         |
| 2006-2007 | Montréal Canadiens     | NHL               | 32                | 3.17              | 0.900             |         |         |         |
| 2007-2008 | Phoenix Coyotes        | NHL               | 1                 | 3.00              | 0.909             |         |         |         |
|           | San Antonio Rampage    | AHL               | 5                 | 2.58              | 0.898             |         |         |         |
|           | Lugano                 | NLA               | 26                | 2.67              | 0.921             | -       | -       | -       |
|           |                        | Playout           | 5                 | 2.79              | 0.892             |         |         |         |
| 2008-2009 | Lugano                 | NLA               | 49                | 2.78              | 0.923             | 7       | 3.44    | 0.895   |
| 2009-2010 | Lugano                 | NLA               | 47                | 3.04              | 0.916             | 4       | 5.57    | 0.836   |
| 2010-2011 | Lugano                 | NLA               | 36                | 3.10              | 0.885             | -       | -       | -       |
|           |                        | Playout           |                   |                   |                   |         |         |         |
| 2011-2012 | St. John's             | AHL               | 31                | 2.86              | 0.895             | 1       | 4.56    | 0.833   |

### Nazionale
| Stagione  | Livello           | Risultati     | Risultati | Risultati | Risultati |
| Stagione  | Livello           | Competizione  | P         | GAA       | SVS%      |
| --------- | ----------------- | ------------- | --------- | --------- | --------- |
| 1996-1997 | Switzerland U20   | WJC-20        | 5         | 2.00      | -         |
| 1997-1998 | Switzerland U20   | WJC-20        | 6         | 1.58      | 0.951     |
|           | Switzerland       | WC            | 7         | 2.87      | 0.895     |
| 1998-1999 | Switzerland       | WC            | 4         | 4.49      | 0.833     |
| 2001-2002 | Switzerland OG    | OG            | 2         | 4.43      | 0.807     |
| 2004-2005 | Switzerland       | WC            | 1         | 3.00      | 0.903     |
| 2005-2006 | Switzerland OG    | OG            | 4         | 2.10      | 0.940     |
|           | Switzerland       | WC            | 6         | 2.67      | 0.882     |
| 2006-2007 | Switzerland       | WC            | 1         | 6.00      | 0.793     |
| 2007-2008 | Switzerland (all) | International | 3         | -         | -         |

## Palmarès

### Club
- Stanley Cup: 1

 Colorado Avalanche: 2000-01

### Individuale
- Campionato del mondo U-20:

1998: All-Star Team
1998: Best Goaltender